# GSC Game World
GSC Game World — украинский разработчик компьютерных игр, известный в частности играми серий «Казаки» и S.T.A.L.K.E.R.. Компания основана в Киеве в 1995 году Сергеем Григоровичем, который является её руководителем. Студия имеет два офиса: один в Киеве, основной — в Праге.
В 2002 году компания стала также и издательством — GSC World Publishing.

## История

### Начало работы
Компания была основана в 1995 году Сергеем Григоровичем, который стал её генеральным директором. Название компании и её эмблему Сергей придумал ещё учась в школе в возрасте 12 лет, в 1990 году. Название содержит в себе аббревиатуру фамилии и инициалов основателя — GSC (англ. Grigorovich Sergiy Constantinovich).
В 1997 году компания приступила к разработке первой собственной игры — квеста. Но в процессе разработки студия столкнулась с нехваткой опыта и трудностями по созданию подобных игр, и от разработки вскоре отказались.
В 1998 году, после экономического кризиса в России, происходит переориентация компании на западный рынок и разработку компьютерных игр в жанре стратегий в реальном времени. GSC пытается получить контракт на разработку Warcraft 3 у Blizzard Entertainment, но терпит неудачу. По словам Григоровича, причиной был отказ из-за недоверия к восточноевропейской студии и молодости владельца компании. К концу 1998 года компания заканчивает свою первую коммерческую игру — WarCraft 2000: Nuclear Epidemic (без лицензирования торговой марки WarCraft у компании Blizzard Entertainment) на базе собственного движка, ставшего позже основой «Казаков». Проект резко отличался от других стратегий на рынке повышенным лимитом юнитов на карте.
В начале 1999 года компания выкладывает в Интернет для свободной загрузки WarCraft 2000, а также параллельно работает над графикой и моделями к проекту DoomCraft, который через полгода закрывают. В это же время начинается разработка «Казаков».

### Дебют компании
В 2001 году GSC Game World выпускает стратегию в реальном времени для Windows «Казаки: Европейские войны» — первую игру, принесшую компании успех, а вскоре и признание во всем мире. Позже в этом году выходят тактический шутер от первого лица Venom. Codename: Outbreak и дополнение к «Казакам» — «Казаки: Последний довод королей». В том же году GSC Game World начинает разрабатывать шутер с сюжетом, который строится на концепции «Звёздных врат» и постройках (пирамидах) ацтеков, на собственном движке X-Ray, который выдавал весьма качественное изображение и поддерживал почти все современные технологии на тот день. Проект получает название Oblivion Lost.
В 2002 году компания выпускает ещё одно дополнение к серии «Казаки» под названием «Казаки: Снова война», а в конце года выпускает новую стратегию в реальном времени «Завоевание Америки». Также в марте 2002 года, после поездки компании GSC Game World в Чернобыльскую зону отчуждения, концепция Oblivion Lost полностью перерабатывается и берёт за основу аварию на Чернобыльской АЭС. Игра получает название Stalker. Oblivion Lost, но вскоре название меняется на S.T.A.L.K.E.R.: Oblivion Lost, так как разработчики не смогли получить авторских прав на использовании в названии своей игры слова «Stalker». Немного перерабатывается движок, в частности, его графическая часть. Предварительно игру планируют выпустить в конце 2003 года.
В 2003 году компания выпускает дополнение «Завоевание Америки: В поисках Эльдорадо», а также гоночную аркаду Hover Ace и шутер от первого лица FireStarter. Также продолжается разработка шутера от первого лица S.T.A.L.K.E.R.: Oblivion Lost и находится издатель для неё, им становится компания THQ. По её рекомендации название изменяют на окончательное — S.T.A.L.K.E.R.: Shadow of Chernobyl (рус. «S.T.A.L.K.E.R.: Тень Чернобыля»). Разработчики называют первую более точную дату выпуска — середина 2004 года.

Логотип GSC World Publishing в 2006 году

В 2004 году GSC Game World основывает издательское подразделение GSC World Publishing, и совместно с Ubisoft 20 ноября 2004 издает собственную разработанную стратегию «Александр», являющуюся официальной игрой по фильму Оливера Стоуна «Александр». Намеченный на этот год выпуск S.T.A.L.K.E.R.: Shadow of Chernobyl в июле 2004 года переносится компанией THQ на 2005 год в связи с переходом на новый рендер.
В 2005 году выходит продолжение популярной стратегии «Казаки» — «Казаки II: Наполеоновские войны». Также в феврале 2005 года GSC вновь меняет дату выхода S.T.A.L.K.E.R.: Shadow of Chernobyl на неопределенный срок, продолжая её доработку.
В 2006 году компания выпускает дополнение «Казаки II: Битва за Европу» и новую игру в жанре стратегии в реальном времени и ролевой игры «Герои уничтоженных империй». Также в начале этого года компанию оставляет часть сотрудников, которые до своего ухода работали над проектом S.T.A.L.K.E.R.. В момент, когда арт-команда, работавшая над S.T.A.L.K.E.R., официально закончила работы по проекту, часть опытных художников ушла из компании и основала собственную компанию-разработчика компьютерных игр 4A Games. Позже к ним присоединились ещё несколько сотрудников GSC, ушедших после окончания своих работ над проектом. В 2006 году начинается последняя стадия разработки S.T.A.L.K.E.R.: Shadow of Chernobyl: оптимизация и бета-тестирование. Компания делает заявление, что игра должна выйти в первом квартале 2007 года.
20 марта 2007 года игра «S.T.A.L.K.E.R.: Тень Чернобыля» была официально выпущена. На 24 марта 2007 года проект S.T.A.L.K.E.R. занимал восьмую позицию в чарте продаж для различных платформ, и первое — среди игр для PC по рейтингу британской организации ELSPA. Уже через год, на 12 февраля 2008 года, была предоставлена информация о тираже игры: 950 тысяч копий на территории СНГ и 700 тысяч на Западе, что сделало игру самым успешным проектом компании GSC Game World на тот момент. Одновременно с выпуском игры начинается выпуск книжной серии «S.T.A.L.K.E.R.». Официально было выпущено три сборника рассказов, созвучных с названиями игр, но к началу 2021 года насчитывается более 317 книг. Успех игры S.T.A.L.K.E.R.: Shadow of Chernobyl во всем мире подталкивает компанию к разработке продолжения. Им становится разрабатываемое дополнение «S.T.A.L.K.E.R.: Чистое небо», которое является приквелом игры «S.T.A.L.K.E.R.: Тень Чернобыля» и выходит 22 августа 2008 года. 2 октября 2009 года выходит второе дополнение к серии S.T.A.L.K.E.R., являющееся сиквелом оригинальной игры — «S.T.A.L.K.E.R.: Зов Припяти». Ещё до выхода игры, генеральный директор GSC Game World Сергей Григорович объявляет о планах о создании продолжения популярной серии.
13 августа 2010 года компания GSC Game World официально объявляет о начале разработки проекта S.T.A.L.K.E.R. 2, который станет продолжением серии игр о Чернобыльской Зоне. Заявляется, что игра будет работать на новом кроссплатформенном игровом движке. Выход игры намечался на PC, Xbox 360 и PlayStation 3 в 2012 году.

### Прекращение разработки игр
В 2011 году ряд СМИ сообщили о закрытии компании GSC Game World и прекращении работы над S.T.A.L.K.E.R. 2. Вместе с тем, официального сообщения не было.
После этого, в одном из интервью фан-порталу stalker-gsc.ru, официальный партнер Сергея Григоровича, Михаил Разумов, сообщил, что GSC работает, но только в лице самого Григоровича. Также утверждалось, что сейчас идут переговоры о продлении работ над S.T.A.L.K.E.R. 2. В марте 2013 года, бывший глава отдела продаж GSC Сергей Грушко также подтвердил эту информацию и добавил, что Григорович может взять в свою компанию любую соответствующую команду модмейкеров. Одной из кандидатур он объявил команде, разрабатывающей фан-проект Lost Alpha.

### Возрождение
В конце 2014 года компания GSC Game World возобновила работу. Новым проектом компании руководит брат основателя компании Сергея Григоровича — Евгений Григорович. 18 мая 2015 года была анонсирована новая игра от студии — «Казаки 3», вышедшая 20 сентября 2016 года в сервисе Steam.
15 мая 2018 года Сергей Григорович вновь объявил о разработке S.T.A.L.K.E.R. 2.
На конференции Microsoft в 2020 году, в рамках презентации Xbox Games Showcase Livestream, был представлен первый тизер грядущей игры.
Летом 2021 года на презентации Xbox & Bethesda Showcase был показан первый геймплейный трейлер.
Когда в 2022 году началось вторжение России на Украину, GSC приостановила разработку S.T.A.L.K.E.R. 2 до мая 2022 года, когда часть команды разработки была переведена в Прагу (Чехия). Несмотря на это, часть команды всё ещё находится и работает в Киеве.
Осенью 2023 года стало известно, что основатель студии Сергей Григорович перестал быть её бенефициарным владельцем. Согласно публичному заявлению от GSC, детали сделки находятся под соглашением о неразглашении, однако «никаких больших изменений в компании не произошло». По словам самого Григоровича, он больше не принимает участия в разработке S.T.A.L.K.E.R. 2, не владеет брендом и «находится на пенсии».

## Игровые движки
- Vital Engine — игровой движок, созданный для игры Venom. Codename: Outbreak, а впоследствии использующийся в игре «Предтечи» и серии игр Xenus («Xenus: Точка кипения» и «Xenus II: Белое золото») украинского разработчика Deep Shadows.
- X-Ray — игровой движок, созданный для серии игр S.T.A.L.K.E.R.. В «X-Ray» используется свободный физический движок Open Dynamics Engine.

## Игры
| Игра                                      | Дата выпуска     | Платформа(-ы)                                                                          | Движок                     | Издатель(-и)                            |
| ----------------------------------------- | ---------------- | -------------------------------------------------------------------------------------- | -------------------------- | --------------------------------------- |
| WarCraft 2000: Nuclear Epidemic           | 6 мая 1998       | PC (Windows)                                                                           | DMCR                       | отсутствует                             |
| «Казаки: Европейские войны»               | 12 апреля 2001   | ПК (Windows)                                                                           | DMCR                       | Руссобит-М, CDV Software                |
| Venom. Codename: Outbreak                 | 8 октября 2001   | ПК (Windows)                                                                           | Vital Engine ZL            | Руссобит-М, Virgin Interactive          |
| «Казаки: Последний довод королей»         | 20 ноября 2001   | ПК (Windows)                                                                           | DMCR                       | Руссобит-М, CDV Software                |
| Hover Ace                                 | 2 сентября 2002  | ПК (Windows)                                                                           | Homemade                   | Руссобит-М, Strategy First              |
| «Казаки: Снова война»                     | 1 ноября 2002    | ПК (Windows)                                                                           | DMCR                       | Руссобит-М, CDV Software                |
| «Завоевание Америки»                      | 18 декабря 2002  | ПК (Windows)                                                                           | DMCR 2                     | Руссобит-М, CDV Software                |
| «Завоевание Америки: В поисках Эльдорадо» | 25 июня 2003     | ПК (Windows)                                                                           | DMCR 2                     | Руссобит-М, CDV Software                |
| FireStarter                               | 28 ноября 2003   | ПК (Windows)                                                                           | FireStarter Engine 1.0     | Руссобит-М, Hip Interactive             |
| «Александр»                               | 20 ноября 2004   | ПК (Windows)                                                                           | DMCR 2                     | Ubisoft, GSC World Publishing           |
| «Казаки II: Наполеоновские войны»         | 4 апреля 2005    | ПК (Windows)                                                                           | DMCR 2                     | CDV Software, GSC World Publishing      |
| «Казаки II: Битва за Европу»              | 19 июня 2006     | ПК (Windows)                                                                           | DMCR 2                     | CDV Software, GSC World Publishing      |
| «Герои уничтоженных империй»              | 6 октября 2006   | ПК (Windows)                                                                           | DMCR 2                     | GSC World Publishing                    |
| «S.T.A.L.K.E.R.: Тень Чернобыля»          | 23 марта 2007    | ПК (Windows), Xbox One, PlayStation 4, Nintendo Switch, Xbox Series X/S, PlayStation 5 | X-Ray 1.0                  | THQ, GSC World Publishing               |
| S.T.A.L.K.E.R. Mobile                     | 5 декабря 2007   | сотовые телефоны (Java ME)                                                             | мобильный 3D-движок Qplaze | NOMOC Publishing                        |
| «S.T.A.L.K.E.R.: Чистое небо»             | 22 августа 2008  | ПК (Windows), Xbox One, PlayStation 4, Nintendo Switch, Xbox Series X/S, PlayStation 5 | X-Ray 1.5                  | Deep Silver, GSC World Publishing       |
| «S.T.A.L.K.E.R.: Зов Припяти»             | 2 октября 2009   | ПК (Windows), Xbox One, PlayStation 4, Nintendo Switch, Xbox Series X/S, PlayStation 5 | X-Ray 1.6                  | bitComposer Games, GSC World Publishing |
| «Казаки 3»                                | 20 сентября 2016 | ПК (Windows, Linux)                                                                    | без названия               | GSC Game World                          |
| «Казаки 3: Дни Великолепия»               | 13 декабря 2016  | ПК (Windows, Linux)                                                                    | без названия               | GSC Game World                          |
| «Казаки 3: Восхождение к Славе»           | 16 февраля 2017  | ПК (Windows, Linux)                                                                    | без названия               | GSC Game World                          |
| «Казаки 3: Стражи Высокогорий»            | 12 апреля 2017   | ПК (Windows, Linux)                                                                    | без названия               | GSC Game World                          |
| «Казаки 3: Дорога к Величию»              | 16 мая 2017      | ПК (Windows, Linux)                                                                    | без названия               | GSC Game World                          |
| «Казаки 3: Золотой Век»                   | 24 августа 2017  | ПК (Windows, Linux)                                                                    | без названия               | GSC Game World                          |
| S.T.A.L.K.E.R. 2: Heart of Chornobyl      | 20 ноября 2024   | ПК (Windows), Xbox Series X/S, PlayStation 5                                           | Unreal Engine 5            | GSC Game World                          |

### Отменённые и остановленные игры
| Игра                           | Статус   | Дата отмены   | Движок                           | Платформа(-ы)        |
| ------------------------------ | -------- | ------------- | -------------------------------- | -------------------- |
| DoomQuest                      | отменена | 1997          | неизвестно                       | PC (Windows)         |
| DoomCraft                      | отменена | январь 1999   | DMCR                             | ПК (Windows)         |
| Venom II                       | отменена | октябрь 2001  | Vital Engine ZL                  | ПК (Windows)         |
| Oblivion Lost                  | отменена | 27 марта 2002 | X-Ray                            | ПК (Windows), Xbox   |
| Warlocks                       | отменена | 2002          | DMCR                             | ПК (Windows)         |
| «Ограбления»                   | отменена | 2006          | X-Ray                            | ПК (Windows)         |
| «Герои уничтоженных империй 2» | отменена | февраль 2007  | DMCR 2                           | ПК (Windows)         |
| S.T.A.L.K.E.R. для PSP         | отменена | весна 2007    | X-Ray                            | PlayStation Portable |
| S.T.A.L.K.E.R. Online          | отменена | осень 2011    | внутренний движок на Adobe Flash | веб-браузер          |
| S.T.A.L.K.E.R. World           | отменена | март 2012     | X-Ray 1.6                        | ПК (Windows)         |

## Наследие
Студии, сформированные выходцами из студии GSC Game World:
- 4A Games — была основана 2 марта 2006 года выходцами из компании, у которых, по некоторым причинам, возникли финансовые трудности с начальством. Сотрудники компании сразу приступили к созданию дебютного проекта Metro 2033: the Last Refuge, работая над игрой даже на выходных.
- Vostok Games[укр.] — создана в 2012 году после временного закрытия студии. В настоящее время организация занимается разработкой и поддержкой оригинальной постапокалиптической онлайн-игры Survarium[13].
- West-Games — основана в 2012 году под первым названием «Union Studio» главным исполнительным директором Евгеном Кимом, который ранее руководил разработкой программного обеспечения GSC. В 2013 году Union Studio была реорганизована в West-Games, а в июне 2014 года студия запустила краудфандинговую кампанию на Kickstarter для предполагаемого духовного преемника S.T.A.L.K.E.R. называется Areal. Кампания подверглась резкой критике, поскольку студия ошибочно утверждала, что покрывает создателей S.T.A.L.K.E.R. франшизы, в то время как трейлер игры почти полностью использовал кадры из предыдущих игр S.T.A.L.K.E.R.. На просьбу предоставить изображения из игры представители West-Games предоставили скриншоты ландшафта, который был незначительно изменённой версией предварительно разработанного ресурса, доступного для покупки в «Asset Store» для игрового движка Unity. Несколько групп разработчиков модов для S.T.A.L.K.E.R., в том числе команда Misery, заявили, что проект был мошенничеством. Из первоначально запрошенных 50 000 долларов США Areal собрала почти 65 000 долларов, однако в июле 2014 года, за два дня до закрытия кампании, проект был приостановлен на Kickstarter, поскольку Kickstarter сослался на нарушения правил. Компания West-Games изначально утверждала, что перешла на частное финансирование, но объявила ещё одну краудфандинговую кампанию, на этот раз на Wefunder[англ.], в декабре 2014 года, стремясь получить 600 000 долларов для создания игры под названием S.T.A.L.K.E.R. Apocalypse. Но, когда GSC проходила реформацию, студия заявила, что West-Games по закону не имеет права разрабатывать S.T.A.L.K.E.R. игры, поскольку GSC владела всеми правами на франшизу.
- Flying Cafe for Semianimals[укр.] — была создана в 2015 году креативным директором Ильёй Толмачёвым, который до этого занимался «S.T.A.L.K.E.R.: Зов Припяти». Дебютной игрой компании стала Cradle.